# Harry Arter
Harry Nicholas Arter (ur. 28 grudnia 1989) – irlandzki piłkarz występujący na pozycji pomocnika w Nottingham Forrest. W latach 2015–2021 reprezentant Irlandii.
Większość swojej kariery spędził w angielskim A.F.C. Bournemouth.